# Louisburg (Carolina do Norte)
Louisburg é uma cidade  localizada no estado norte-americano de Carolina do Norte, no Condado de Franklin.

## Demografia
Segundo o censo norte-americano de 2000, a sua população era de 3111 habitantes.
Em 2006, foi estimada uma população de 3726, um aumento de 615 (19.8%).

## Geografia
De acordo com o United States Census Bureau tem uma área de
6,1 km², dos quais 6,1 km² cobertos por terra e 0,0 km² cobertos por água. Louisburg localiza-se a aproximadamente 67 m acima do nível do mar.

## Localidades na vizinhança
O diagrama seguinte representa as localidades num raio de 20 km ao redor de Louisburg.